# 無機化合物
無機化合物（むきかごうぶつ、英語: inorganic compound）は、有機化合物以外の化合物であり、具体的には単純な一部の炭素化合物（下に示す）と、炭素以外の元素で構成される化合物である。無機には「生命力を有さない」という意味がある。
炭素化合物のうち無機化合物に分類されるものには、グラファイトやダイヤモンドなど炭素の同素体、一酸化炭素や二酸化炭素、二硫化炭素など陰性の元素と作る化合物、あるいは炭酸カルシウムなどの金属炭酸塩、青酸と金属青酸塩、金属シアン酸塩、金属チオシアン酸塩、金属炭化物などの塩が挙げられる。
無機化合物の化学的性質は、元素の価電子（最外殻電子）の数に応じて性質が多彩に変化する。特に典型元素は周期表の族番号と周期にそれぞれ特有の性質の関連が知られている。
典型元素
- 第1族元素の性質 - 1H, 3Li, 11Na, 19K, 37Rb, 55Cs, 87Fr
- 第2族元素の性質 - 4Be, 12Mg, 20Ca, 38Sr, 56Ba, 88Ra
- 第13族元素の性質 - 5B, 13Al, 31Ga, 49In, 81Tl
- 第14族元素の性質 - 6C, 14Si, 32Ge, 50Sn, 82Pb
- 第15族元素の性質 - 7N, 15P, 33As, 51Sb, 83Bi
- 第16族元素の性質 - 8O, 16S, 34Se, 52Te, 84Po
- 第17族元素の性質 - 9F, 17Cl, 35Br, 53I, 85At
- 第18族元素の性質 - 2He, 10Ne, 18Ar, 36Kr , 54Xe, 86Rn

遷移元素の場合は、d電子数の変化に伴い、固有の性質を持つが、単純に周期表の族から簡単に性質を予測することが難しくなり、元素ごとに多彩な性格を発揮することが知られている。

## 無機化合物の例
金属元素（典型元素、遷移元素）および非金属元素（ホウ素、ケイ素など）の化合物があり、化合物には、水素化合物、酸化物、オキソ酸、水酸化物、ハロゲン化物、硫酸塩、硝酸塩、炭酸塩、酢酸塩、金属錯体（配位化合物）などがある。
たとえば、
- 硫黄 (S) の酸化物は、二酸化硫黄 (SO2)
- 銀 (Ag) の塩化物は、塩化銀 (AgCl)
- カリウム (K) の硝酸塩は、硝酸カリウム (KNO3)
- 銅 (Cu) のアンミン錯体は、ヘキサアンミン銅(II)硫酸塩 ([Cu(NH3)6]SO4)

などがある。
他の例は 無機化合物の一覧に詳しい。

## 歴史
錬金術の成果が書物として中世ヨーロッパに伝えられ、その博物学的知識の集合が近代化学の礎となったがそのほとんどは無機化合物についての知見であったし、化学自身を研究対象により分類し区別することもなかったため、18世紀以前は化学と無機化学とは同義であった。
18世紀終わり頃から19世紀初頭にかけて、発見されるいわゆる有機化合物の種類が増加するにつれ、起源による物質の分類と研究対象による研究領域の区分が試みられるようになった。1806年頃、スウェーデンのイェンス・ベルセリウスは、有機体を意味する "organ" から有機化学 (organicchemistry) や有機化合物 (organic compound) という語を初めて使用した。それが学術語や学問領域として定着するにつれて、有機化学および有機化合物に相対する学問領域として無機化学と無機化合物という概念が生じた。
また、1828年にはフリードリヒ・ヴェーラーによってシアン酸アンモニウムを尿素へ変換するヴェーラー合成を発見した。
有機化学においては基により反応性あるいは特性が大きく異なることから、無機化学に比べて早い段階から、基の研究を通じて構造論と反応論が展開していった。一方、近代無機化学においては周期律をはじめとする組成論を中心とした研究が中心であった。無機化学における構造論の起源となるのは、1883年にドイツのアルフレッド・ウェルナーが提唱した配位子理論（配位説）である。その後は金属錯体を中心に無機化学は展開し、錯体化学において無機構造化学が確立された。20世紀後半に入ると電子顕微鏡やX線構造解析などサブミクロンサイズの物理計測が可能になることで構造論は飛躍的な発展を見せることになる。今日の無機化学においては高温超伝導物質のペロブスカイト相など構造論を中心とした研究が主流となっている。